# Ropica japonica
Ropica japonica är en skalbaggsart. Ropica japonica ingår i släktet Ropica och familjen långhorningar.

## Underarter
Arten delas in i följande underarter:
- R. j. japonica
- R. j. tokarana
- R. j. amamiana